# Tata Indica
Der Tata Indica ist ein Kleinwagen des indischen Herstellers Tata Motors. Das Fahrzeug gehörte zu Indiens meistverkauften Modellen und wurde auch in einigen anderen Ländern, auch in Westeuropa, angeboten.

## Indica (V1/V2, 1998–2018)

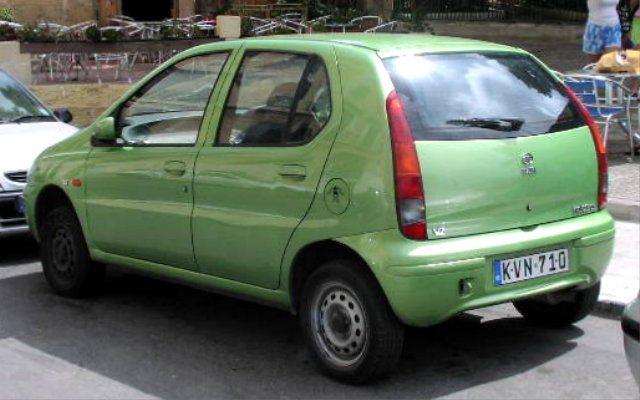
Tata Indica (1998–2004)

Die erste Generation des Indica wurde seit 1998 hergestellt.
2001 erhielt er Verbesserungen speziell im Innenraum und wurde dann als V2 (Version 2) vertrieben.
Ab Herbst 2003 wurde der Tata Indica von der MG Rover Group nach Westeuropa importiert, modifiziert und als City Rover vertrieben. Die Stückzahl blieb gering und im Mai 2005 wurde der Import mit der Insolvenz von MG Rover eingestellt. Einige City Rover gelangten auch nach Deutschland. Tata hatte in Deutschland keine Vertriebsorganisation, daher war der Wagen als Indica nicht in Deutschland erhältlich. Vereinzelt gab es jedoch Grauimporte nach Deutschland.
Seit 2002 gibt es auch die Stufenheckversion Indigo und seit 2004 auch den Kombi Indigo Marina. Beide gelten wegen der Größe schon als Fahrzeuge der Kompaktklasse.

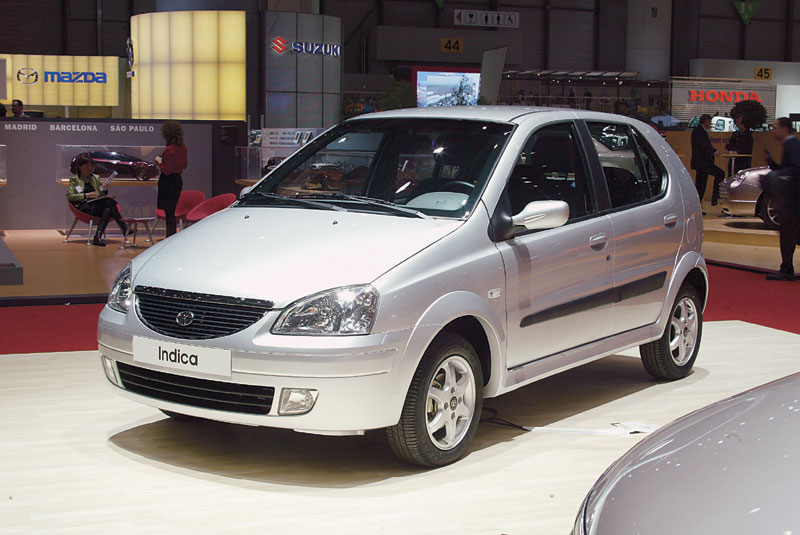
Tata Indica V2 (2004–2008)

2004 erhielten alle Modelle eine Modellpflege. Die vordere Schürze ist neu, außerdem gibt es einige dunkel abgesetzte Kunststoffteile.
In Italien wurde das Fahrzeug zuletzt mit einem 1,4-l-Ottomotor (62,5 kW, 7 l/100 km Verbrauch) und einem 1,4-l-Diesel (52 kW, 5,2 l/100 km) angeboten. Das Modell mit Ottomotor war auch mit einer Anlage aus Gasmischer und zusätzlichem Tank für den Betrieb mit Autogas erhältlich.
Aufgrund verschärfter Sicherheits- und Umweltvorschriften erschien 2008 der Indica Vista, während Indigo und Indigo Marina weiter produziert wurden.

## Indica Vista (2008–2015)
2008 wurde die ganz neue Version als Indica Vista vorgestellt. Das Fahrzeug war in allen Dimensionen auf das Maß eines zu dieser Zeit aktuellen Kleinwagens gewachsen.
Die Motoren unterscheiden sich je nach Land. Neu waren ein 1,2-l-Ottomotor mit variabler Ventilsteuerung (VVT) sowie ein 1,3-l-Quadra-Jet-Common-Rail-Diesel, der auf dem Fiat-JTD-Motor basierte. Der 1,4-l-Turbodiesel des Vorgängers wurde anfangs auch im Indica Vista angeboten, ist aber einer Verschärfung der indischen Abgasnormen zum Opfer gefallen.
In Italien wurde der Wagen mit einem 1,3-l-Diesel (55 kW, 4,9 l/100 km Verbrauch) und einem 1,4-l-Ottomotor (55 kW, 5,0 l/100 km) angeboten.
2009 wurde auch die Stufenheckversion Tata Indigo durch ein neues Modell abgelöst und trägt seither den Namen Indigo Manza.
Mitte 2011 folgte auch eine elektrische Version Indica Vista EV, die im Vereinigten Königreich gefertigt und unter anderem auch dort angeboten wurde.